# Eleonora Patačić
Eleonora Patačić (Vidovec, 19. siječnja 1770. – Varaždin, 9. lipnja 1834.) bila je grofica i dobrotvorka, zadnji član hrvatske plemićke obitelji Patačić. Poznata je kao utemeljitelj najstarijeg dobrotvornog društva u Hrvatskoj, »Varaždinska dobročinstva složnost«, zajedno s drugim varaždinskim plemkinjama 1828. godine. Djelovanje »dobročinstva« bilo je usmjereno prema financijskoj pomoći siromasima, udovicama i drugim pripadnicima nižega sloja društva bez obzira na vjeru, narodnost i stalešku pripadnost.
Za supruga Bartola Patačića udala se 19. studenoga 1787. u Vrbovcu. Od obitelji je naslijedila imanje Vrbovec, gdje je 1819. izgradila župni dvor. Nakon smrti supruga 1817. godine, ostvarila je njegovu ideju zaklade za pomoć kmetovima, a kroz oporuku je svojim podanicima i zakladi ostavila mnoga imanja obitelji i velike svote novca.
Tadašnjoj Kraljevskoj akademsko-nacionalnoj knjižnici u Zagrebu darovala je obiteljsku knjižnicu, ukupno 643 knjige i 906 svezaka, pod uvjetom da navedena djela ostanu u trajnom vlasništvu knjižnice, da budu dobro čuvana te da budu dostupna svakome tko ih zatraži.

## Baština
Dragutin Rakovac posvetio joj je dvije rođendanske ili imendanske pjesme: Pesma najsvetlejšoj i najpreštimanejšoj grofici Eleonori Patačič od Zajezde i Zarand, kakti viteškoj narodnoga jezika ljubitelici na ocvetenje godovnoga dana vu glubokem strahopočitanju alduvana po Karolu Rakovec, pravic vu drugem letu poslušitelu (Zagreb, 1831.) i Opslužavanje 21. sečna 1832. najsvetlejšoj gospi grofici Leonori, vdovi Patačički od Zajezde i Zaranda (Zagreb, 1832.).
Eleonori Patačić posvećena je ulica u Donjem gradu Zagreba (prema nekim izvorima jedna od najkraćih u gradu). Godine 2020. Hrvatska pošta izdala je u Vrbovcu prigodni žig Grofica Eleonora Patačić za 250. obljetnicu njezina rođenja.

## Vanjske poveznice
- Patačić, Hrvatska enciklopedija
- Galić Bešker, Irena. 2021. Tragom prošlosti: obiteljska knjižnica Patačićevih kao dar akademijskoj knjižnici u Zagrebu. Podravski zbornik. 47: 199–204 Prenosi Hrčak